# Овдеенко, Елизавета Сергеевна
Елизаве́та Серге́евна Овде́енко (укр. Елизавета Сергеевна Овдеенко, род. 16 января 1980 года, Одесса, Украина) — российский банковский работник, магистр клуба «Что? Где? Когда?» (2018), двукратная обладательница «Хрустальной совы» (Зимняя серия игр 2010 года, Весенняя серия игр 2011 года), ранее выступала за команду Балаша Касумова, начиная с первой игры Весенней серии игр 2021 года (21 марта 2021 г.) является капитаном собственной команды.

## Биография
Родилась в Одессе. Училась в школе № 82 (с 1 по 7 класс) и в Ришельевском лицее (с 8 класса). В лицее у Овдеенко появился первый интерес к интеллектуальным играм, которые организовывал в том числе ее земляк Борис Бурда, игравший в московском телеклубе «Что? Где? Когда?». Окончила лицей с золотой медалью и поступила на механико-математический факультет Одесского национального университета им. Мечникова. На третьем курсе университета устроилась на работу в банк.
В 2010-2022 годах проживала в Москве, сохраняя при этом гражданство Украины. Банковский работник. Замужем за Дмитрием Музыченко. Сын Никита (род. 2016). Любит загадки, головоломки и детективы. Владеет английским и французским языками, изучала также немецкий и итальянский.
Автор и ведущая квиза «БрейнЗона Елизаветы Овдеенко».
Осенью 2022 года переехала к родственникам в Израиль, где занимается консалтингом.

## "Что? Где? Когда?"

### Телевизионная игра «Что? Где? Когда?»
В 2006 году, благодаря рекомендации продюсера украинского телеклуба Леонида Черненко, оказалась в московском телеклубе «Что? Где? Когда?». 8 апреля 2006 года Овдеенко дебютировала в составе женской команды Ксении Накладовой и верно ответила на несколько вопросов. Вторая игра состоялась 25 мая 2007 года в новообразованной команде Балаша Касумова. Тогда Овдеенко впервые села за игровой стол с Балашем Касумовым, Юлией Лазаревой, Дмитрием Авдеенко и Михаилом Скипским, с которыми играла до 2021 года. Шестым членом команды первоначально был Владимир Антохин, в 2013 году его сменил Ровшан Аскеров, которого в 2016 году сменил Эльман Талыбов.
Впервые была признана лучшим знатоком в своей шестой игре, финале Летней серии 2008 года, однако её команда тогда проиграла. В 2010 году команда Касумова вместе с Овдеенко в Финале года победила со счётом 6:5. Капитану была вручена «Бриллиантовая сова», а всей команде — «Хрустальное гнездо»: шесть «Хрустальных сов». В финале Весенней серии 2011 года Елизавета выиграла вторую «Хрустальную сову». В 2014 году впервые получила приз «Хрустальный атом», вручаемый с 2013 года лучшему знатоку каждой игры. В 2015 году команда Касумова проиграла в Финале года. В 2016 году команда снова проиграла Финал года со счётом 6:5. В 2017 году Овдеенко стала обладательницей приза «За самый яркий ответ года». 
23 декабря 2018 года вновь получила приз «За самый яркий ответ года» (за блестящую догадку о родителе рифмы), а также была объявлена пятым Магистром игры «Что? Где? Когда?» (ведущий принял решение вручить это звание впервые за 10 лет). Команда Касумова в четвёртый раз проиграла Финал года.
21 марта 2021 года состоялась первая игра Овдеенко в качестве капитана команды. Знатоки уступили телезрителям со счетом 6:4.
В 2022 году, после начала российского вторжения на Украину покинула телеклуб.

### Спортивная версия «Что? Где? Когда?»
Помимо телеклуба, Елизавета Овдеенко также играет в спортивную версию игры. В ней она выступала за команды из Одессы «Дуплет» (до 2006 года) и «Легион» (с 2006 по 2010 год). С 2010 года выступает за различные команды из Москвы. Имеет следующие достижения:
- чемпион мира (2016) в составе команды Михаила Савченкова «Борский корабел»;
- чемпион России (2016, 2017) в составе команды Михаила Савченкова «Борский корабел»;
- Бронзовый призёр чемпионата Москвы 2010 года в составе команды «Ксеп».

## Участие в других телепередачах
- В 2017 году вместе с Дмитрием Авдеенко приняла участие в передаче "Кто хочет стать миллионером?". Пара дошла только до 9 вопроса, на который не смогла дать правильный ответ, несмотря на использование подсказки "Право на ошибку", и покинула передачу с результатом 0 рублей
- Принимала участие в шоу «Где логика?» на канале ТНТ, где играла вместе с Варварой Визбор, их соперниками были Александр Хоменко и Тимур Бабъяк, со счетом 8:5 женская команда одержала победу (эфир от 18.02.2019)
- Вместе с Аленой Повышевой выступила в качестве соведущей одного из выпуска передачи "Модный приговор" (эфир от 08.09.2021)